# 泰勒河 (华盛顿州)
泰勒河（英語：Taylor River）是华盛顿州金县的一条河流，注入斯诺夸尔米河。